# Pâclă
Pâcla (sau negura) este o ceață deasă care apare de obicei dimineața și seara, reducând mult vizibilitatea. Acest fenomen natural se petrece toamna sau iarna. Este cauzat de mici picături de apă suspendate în aerul rece, de obicei prin condensare. Din punct de vedere fizic, este un exemplu de dispersie. Se observă cel mai frecvent acolo unde vaporii de apă din aerul cald și umed se întâlnesc cu răcirea bruscă. Poate fi creat artificial cu recipiente de aerosoli dacă condițiile de umiditate și temperatură sunt potrivite. Poate apărea și ca parte a vremii naturale, când aerul umed se răcește rapid, în special atunci când aerul intră în contact cu suprafețe mult mai reci decât aerul (de exemplu, munții).
Formarea pâclei, ca și a altor suspensii, este mult ajutată de prezența locurilor de nucleație pe care apa în faza de suspensie poate coagula. Astfel, chiar și surse neobișnuite de nucleație, cum ar fi particulele mici din erupțiile vulcanice, degajările de curenți polari puternici și chiar ionii magnetosferei asociați cu aurora polară pot declanșa în condiții adecvate condensarea și formarea pâclei.
Negura este de obicei confundată cu ceața, care seamănă cu un nor stratus situat la nivelul solului. Aceste două fenomene diferă, dar au unele aspecte comune; procese similare formează atât ceața, cât și pâcla. Pâcla se deosebește de ceață prin faptul că vizibilitatea orizontală este cuprinsă între 1000 și 5000 metri.